# Belgica vicus
Belgica vicus was een Romeinse nederzetting in de provincie Neder-Germanië (Germania Inferior) aan de heerweg van Augusta Treverorum (Trier) naar Colonia Claudia Ara Agrippinensium (Keulen). De plaats wordt vermeld in de Romeinse reisgids Itinerarium Antonini tussen Marcomagus (Nettersheim-Marmagen) en Tolbiacum (Zülpich) en lag in het hedendaagse Euskirchen-Billig in de Duitse deelstaat Noordrijn-Westfalen.
Waarschijnlijk werd de nederzetting rond het jaar 70 gesticht, op de plek waar de weg uit Bonn aansloot op de heerweg Trier-Keulen. De eerste opgravingen bij Euskirchern-Billig werden reeds op het einde van de 19e eeuw uitgevoerd. Inmiddels is ongeveer een vijfde deel van de nederzetting in kaart gebracht. Hierbij zijn sporen van 20 Romeinse langhuizen gevonden. Het is opvallend dat geen enkele van de opgegraven huizen van het Romeinse verwarmingssysteem (Hypocaustum) is voorzien, wat waarschijnlijk duidt op een weinig welvarende nederzetting. Het zuidelijkst gelegen huis had mogelijk meerdere verdiepingen en was misschien een baanpost van het Romeinse Rijk, waar koeriers konden eten, overnachten en van paard konden wisselen. De in Billig opgegraven vondsten wijzen op een bevolking van handelaren en kooplieden. Belgica vicus werd tot in de 5e eeuw bewoond.
De naam van de nederzetting heeft vermoedelijk niets met de Belgae of de Romeinse provincie Gallia Belgica van doen. Waarschijnlijk was Belgica de naam van de oorspronkelijke Keltische nederzetting, en is de naam afgeleid van het riviertje Belga, dat destijds hier stroomde. De huidige naam Billig is een afgeleide vorm van de Romeinse plaatsnaam Belgica.